# Zaire en los Juegos Olímpicos de Seúl 1988
Zaire (actualmente República Democrática del Congo) estuvo representado en los Juegos Olímpicos de Seúl 1988 por un total de 15 deportistas, 13 hombres y 2 mujeres, que compitieron en 3 deportes.
La portadora de la bandera en la ceremonia de apertura fue la atleta Dikanda Diba. El equipo olímpico no obtuvo ninguna medalla en estos Juegos.